# Hugh Latimer
Hugh Latimer (Thurcaston, 1487 – Oxford, 16 ottobre 1555) è stato un vescovo anglicano britannico, venerato come martire e santo dalla comunione anglicana e in quanto tale commemorato il 16 ottobre.
Baccelliere di teologia dal 1524, aderì ben presto alla Riforma di Martin Lutero, divenendo un predicatore celebre e ricercato. Nel 1535 fu nominato vescovo di Worcester, ma si dimise nel 1539.
Imprigionato nel 1546 e liberato nel 1548, divenne fiero avversario dei riti riguardanti la transustanziazione e fu per questo bruciato al rogo nel 1555 insieme a Nicholas Ridley.

## Riferimenti nella cultura di massa
- L'episodio del suo martirio viene ricordato nel romanzo Fahrenheit 451 di Ray Bradbury.